# Museo storico di Dnipro
Il museo storico nazionale Dmytro Javornyc'kyj (in ucraino Дніпровський національний історичний музей імені Дмитра Яворницького?) è un museo, fondato a Dnipro (Ucraina) nel 1848 da Andriy Fabr, governatore locale. La sua collezione permanente consiste di 283 mila oggetti, dagli antichi utensili paleolitici alle unità di visualizzazione della seconda guerra mondiale. Al suo interno sono conservati, tra gli altri oggetti, una stele kurgan, l'idolo di Kernosovs'kyj e una vasta collezione di antichità cosacche.

## Storia

### Museo pubblico
Il Museo Pubblico di Ekaterinoslav fu fondato nel febbraio 1848 su iniziativa di I. Grakhov, preside del ginnasio locale, e A. Fabr, governatore di Ekaterinoslav. All'inizio era situato nel Palazzo Potemkin, che all'epoca apparteneva all'Assemblea Provinciale dei Gentili. Durante la guerra di Crimea si trovava all'interno del Ginnasio maschile classico di Ekaterinoslav (moderno edificio dell'Accademia medica statale di Dnipro sulla Piazza d'ottobre), che servì come sede permanente fino all'inizio del XX secolo.
Il museo pubblico esponeva reperti archeologici, antichità locali, statue di pietra, reliquie dell'antico Egitto e dell'antica Creta, monete, numerosi campioni di rocce, nonché resti paleontologici. La mummia di una donna e del suo bambino era considerata l'oggetto più notevole, che è conservato nel museo fino ad oggi (secondo la leggenda, A. Fabr lo portò lì dal Museo Regionale di Storia di Odessa durante la guerra di Crimea (1853 - 1856)). Il primo decennio dalla sua fondazione fu il periodo più prolifico nella storia del museo. L'idea di un nuovo museo ha ispirato i residenti locali e i cultori dell'antichità a fare donazioni generose, che hanno permesso di comprare attrezzature e altri acquisti, così come di fornire nuove unità espositive al museo.
Senza il sostegno finanziario del governo il museo cominciò a decadere tra il 1860 e il 1900.